# Нове (роз'їзд)
Нове (до 2024 року — Гражданський) — залізничний роз'їзд Харківської дирекції Південної залізниці на електрифікованій лінії Берестин — Лозова між станціями Лозова (7 км) та Орілька (17 км). Розташований за 1 км на схід від однойменного селища Лозівського району Харківської області.

## Пасажирське сполучення
На зупинному пункті Нове зупиняються приміські електропоїзди сполученням Полтава-Південна — Лозова.